# 磨盤山觀測所
磨盤山觀測所是麻省理工學院設在威斯福特的大氣科學研究中心，它是聚焦在電波天文學的海斯塔克天文台的一部分。磨盤山是兩個世界知名的非相干散射雷達所在地，包括一個可全控的46米天線和一個固定天頂方向的67米天線。這些雷達能夠測量大量電離層元件，包括溫度、離子濃度和太陽風的資料。來自磨盤山的資料公布在由麻省理工學院的海斯塔克天文台管理的高層大氣資料系統的MADRIGAL資料庫上。

## 外部連結
- 麻省理工學院海斯塔克天文台：大氣科學磨盤山觀測所 （页面存档备份，存于）

42°37′08″N 71°29′29″W / 42.6190°N 71.4913°W